# Elżbieta Zubrzycka
Elżbieta Zubrzycka (ur. 1954) – polska psycholożka, terapeutka, doktor nauk humanistycznych, autorka książek dla dzieci i dorosłych.
W 1990 roku założyła Gdańskie Wydawnictwo Psychologiczne (GWP), a w 2003 r. nowy dział wydawniczy: GWP dla dzieci.

## Twórczość

### Książki dla dzieci
- O zajączku Filipie, który ze strachu dokonał wielkich czynów
- Będziemy mieli Drugie Dziecko. Magia serca i miłości
- Chcę mieć przyjaciela. O dziewczynce, która chciała zaprzyjaźnić się z krokodylem
- Dobre i złe sekrety
- Mały wielki przyjaciel. Jak pokochałem zwierzątko, którego nikt nie lubił
- Miłość czy chciwość?
- Jak przechodzić przez ulicę?
- Powiedz komuś! Co każde dziecko powinno wiedzieć
- Wielkie przygody małej kropelki wody
- Motylek dla dzieci. Pogodne i optymistyczne opowiadania  o stracie, tęsknocie i dziecięcych lękach
- Alkohol i jego tajemnice. Co musisz wiedzieć, zanim dorośniesz
- Filip, Lis i magia słów
- Filip, Pusia i nowy przyjaciel
- Lew. Bajka o dwóch królach
- Jak pomyślę, tak zrobię
- Słup soli. Jak powstrzymać szkolnych dręczycieli
- Dręczyciel w klasie
- Sekrety Michała. Czasem pozory mylą
- Po co się złościć?
- O zajączku Filipie, który ze strachu dokonał wielkich czynów
- Filip i bociany. W tym roku wiosny nie będzie
- Marek – chłopiec, który miał marzenia (o Marku Kamińskim)
- Przetrwać burzę. Jak pomóc dziecku, gdy jego rodzina przechodzi kryzys?
- Egzaminy bez spiny. Wiesz więcej i potrafisz więcej niż ci się wydaje
- Za zasłoną złości
- Tajemnice pod lupą
- Nie poddawaj się
- Dobre i złe przyjaźnie
- Marudek i Pogodek na wakacjach, czyli jak być szczęśliwym
- Czy mogę pogłaskać psa?

### Książki dla dorosłych
- Schudnąć bez diety. Mity na temat nadwagi
- Siła kobiet w biznesie. czego możesz się nauczyć od dziesięciu kobiet sukcesu?
- Trudne pytania dla dorosłych. Jak rozmawiać o stracie, tęsknocie i dziecięcych lękach
- Narzeczeństwo, małżeństwo, rodzina. Rozwód?

## Życie prywatne
Jest matką trzech dorosłych synów. Jako swoje hobby wskazuje aktywny tryb życia: narty, pływanie, spacery.